# Sprague Grayden
Sprague Grayden (Manchester, Massachusetts, 21 de julho de 1980) é uma atriz norte-americana.
Dois de seus papéis mais recentes são a personagem "Heather Lisinski" na série de televisão Jericho e "Olivia Taylor", filha da presidente dos EUA, na série 24 horas.
Em 2010, atuou como Kristi, no filme Atividade Paranormal 2 e na série House MD com Eva na 7ª temporada.

## Filmografia

### Cinema
| Ano  | Titulo                   | Papel   | Notas         |
| ---- | ------------------------ | ------- | ------------- |
| 2006 | Sedutora e Diabólica     | Kayla   | Não creditado |
| 2010 | Atividade Parananormal 2 | Kristi  |               |
| 2011 | Atividade Paranormal 3   | Kristi  |               |
| 2020 | Gossamer Folds           | Frannie |               |

## Prêmios e Indicações
| Prêmios | Prêmios   | Prêmios                    | Prêmios                                          | Prêmios        |
| Ano     | Resultado | Premiação                  | Categoria                                        | Título         |
| ------- | --------- | -------------------------- | ------------------------------------------------ | -------------- |
| 2005    | Indicado  | Screen Actors Guild Awards | Performance Marcante de Elenco em Série de Drama | Six Feet Under |